# カイリー・ミノーグ ベスト・コレクション
『カイリー・ミノーグ ベスト・コレクション』（Artist Collection）は、2004年にリリースされたカイリー・ミノーグのベスト・アルバム。発売元はBMG。

## 概要
デコンストラクション時代（1993年〜1998年）にリリースされた曲の中からのセレクション。

## 収録曲
| #   | タイトル                                                             | 作詞 | 作曲・編曲 |
| --- | -------------------------------------------------------------------- | ---- | ---------- |
| 1.  | 「コンファイド・イン・ミー」                                         |      |            |
| 2.  | 「リンボー」                                                         |      |            |
| 3.  | 「ブリーズ」                                                         |      |            |
| 4.  | 「オートマティック・ラヴ」                                           |      |            |
| 5.  | 「デンジャラス・オーヴァチュア（Big Brothers Mix）」                 |      |            |
| 6.  | 「トゥー・ファー」                                                   |      |            |
| 7.  | 「デンジャラス・ゲーム」                                             |      |            |
| 8.  | 「プット・ユアセルフ・イン・マイ・プレイス」                         |      |            |
| 9.  | 「ディド・イット・アゲイン」                                         |      |            |
| 10. | 「テイク・ミー・ウィズ・ユー」                                       |      |            |
| 11. | 「ラヴ・テイクス・オーヴァー・ミー」                                 |      |            |
| 12. | 「ホエア・イズ・ザ・フィーリング（アコースティック・ヴァージョン）」 |      |            |
| 13. | 「カウボーイ・スタイル」                                             |      |            |
| 14. | 「ドリームス」                                                       |      |            |